# Thiébauménil
Thiébauménil – miejscowość i gmina we Francji, w regionie Grand Est, w departamencie Meurthe i Mozela.
Według danych na rok 1990 gminę zamieszkiwały 332 osoby, a gęstość zaludnienia wynosiła 86 osób/km² (wśród 2335 gmin Lotaryngii Thiébauménil plasuje się na 722. miejscu pod względem liczby ludności, natomiast pod względem powierzchni na miejscu 1107.).